# Streptocarpus mbeyensis
Streptocarpus mbeyensis är en tvåhjärtbladig växtart som beskrevs av I. Darbysh.. Streptocarpus mbeyensis ingår i släktet Streptocarpus och familjen Gesneriaceae. Inga underarter finns listade i Catalogue of Life.